# The North East Times
The North East Times è un giornale quotidiano indiano diffuso negli Stati del Nord-Est nato nel 1990.
Gauri Shankar Kalita e Khiren Roy sono stati direttori del The North East Times.